# Hall Air Yacht
Hall Air Yacht – amerykańska łódź latająca zaprojektowana i zbudowana w latach 1922-23 przez Charlesa Halla jako jego pierwszy samolot.

## Tło historyczne
Charles Ward Hall, syn wynalazcy Charlesa Martina Halla, który opracował przemysłowy sposób wytwarzania aluminium, zainteresował się lotnictwem około 1909, a w 1916 zdobył licencję pilota.  W tym samym roku założył małą firmę której miała zajmować się przede wszystkim badaniami nad użyciem aluminium w konstrukcjach lotniczych i w późniejszym czasie przyznano jej szereg patentów w tym zakresie.  W 1920 na zlecenie United States Navy Hall przeprowadził badania porównawcze dotyczące użycia aluminium do konstrukcji skrzydła lotniczego na przykładzie skrzydła samolotu Curtiss HS-3.  Opracowane przez Halla aluminiowe skrzydło okazało się lżejsze o połowę, a tak samo wytrzymałe jak oryginalne drewniane skrzydło.  W przypadku HS-3 modernizacja na skrzydła aluminiowe nie była praktyczna ale zdobyte doświadczenie pomogło Hallowi przy projektowaniu jego oryginalnej żaglówki wykorzystującej do napędu nie tradycyjny żagiel ale nowatorsko użyte skrzydło lotnicze pochodzące z samolotu Thomas-Morse S-4, a w nieco późniejszym czasie jego pierwszego samolotu znanego jako Hall Air Yacht.

## Opis konstrukcji
Hall Air Yacht był dwumiejscowym, jednosilnikowym półtorapłat (sesquiplane) z silnikiem w konfiguracji ciągnącej.  Konstrukcja samolotu była mieszana - kadłub, dolne skrzydło i belka ogonowa były wykonane z duraluminium, górne skrzydło miało konstrukcję drewnianą i było kryte płótnem podobnie jak powierzchnie sterowe na ogonie.
Napęd samolotu stanowił trzycylindrowy silnik Wright Gale L-4 o mocy 60 KM zamontowany na zastrzałach nad kabiną pilota i pasażera, pomiędzy dolnym a górnym skrzydłem.
Samolot miał 7,62 m długości i taką samą rozpiętość skrzydeł, powierzchnia skrzydeł wynosiła tyle samo, powierzchnia skrzydeł wynosiła 19,13 m².  Masa własna wynosiła 240 kg, a masa startowa - 440 kg.  Prędkość maksymalna wynosiła do 120 km/h, samolot mógł utrzymywać się w powietrzu do 60 minut.

## Historia
Samolot został ukończony w 1923, w latach 1924-26 używany był do lotów rekreacyjnych w okolicach Mamaroneck i Buffalo.  W kwietniu 1927 samolot otrzymał rejestrację cywilną NX 2612.  W 1928 planowano zmienić napęd samolotu na czterocylindrowy silnik rzędowy typu Cirrus II o mocy 75 KM ale nie wiadomo czy do tego doszło i czy samolot był jeszcze w tym czasie używany.  Rejestracja samolotu wygasła w maju 1930, dalsze jego losy nie są znane.